# Phil Hill
Philip Toll „Phil“ Hill (* 20. April 1927 in Miami, Florida; † 28. August 2008 in Salinas, Kalifornien) war ein US-amerikanischer Automobilrennfahrer. Er errang 1961 den Weltmeistertitel in der Formel 1. Er ist der Vater des Rennfahrers Derek Hill.

## Karriere als Rennfahrer
Im Jahr 1961 wurde Hill mit nur einem Punkt Vorsprung Formel-1-Weltmeister vor dem im vorletzten Rennen tödlich verunglückten Wolfgang Graf Berghe von Trips. Er gewann auf Ferrari und war damit der erste US-Amerikaner, der diesen Titel errang; 1978 wurde Mario Andretti als zweiter US-Amerikaner Formel-1-Weltmeister.
Hill gewann dreimal das 24-Stunden-Rennen von Le Mans: 1958, 1961 und 1962 jeweils gemeinsam mit Olivier Gendebien auf Ferrari. Auch das 12-Stunden-Rennen von Sebring und das 1000-km-Rennen von Buenos Aires gewann er jeweils dreimal. 1966 fuhr er beim 1000-km-Rennen auf dem Nürburgring zusammen mit Joakim Bonnier den Chaparral mit der für einen Rennwagen ungewöhnlichen 2-Gang-Getriebeautomatik zum Sieg.

## Nach der aktiven Zeit

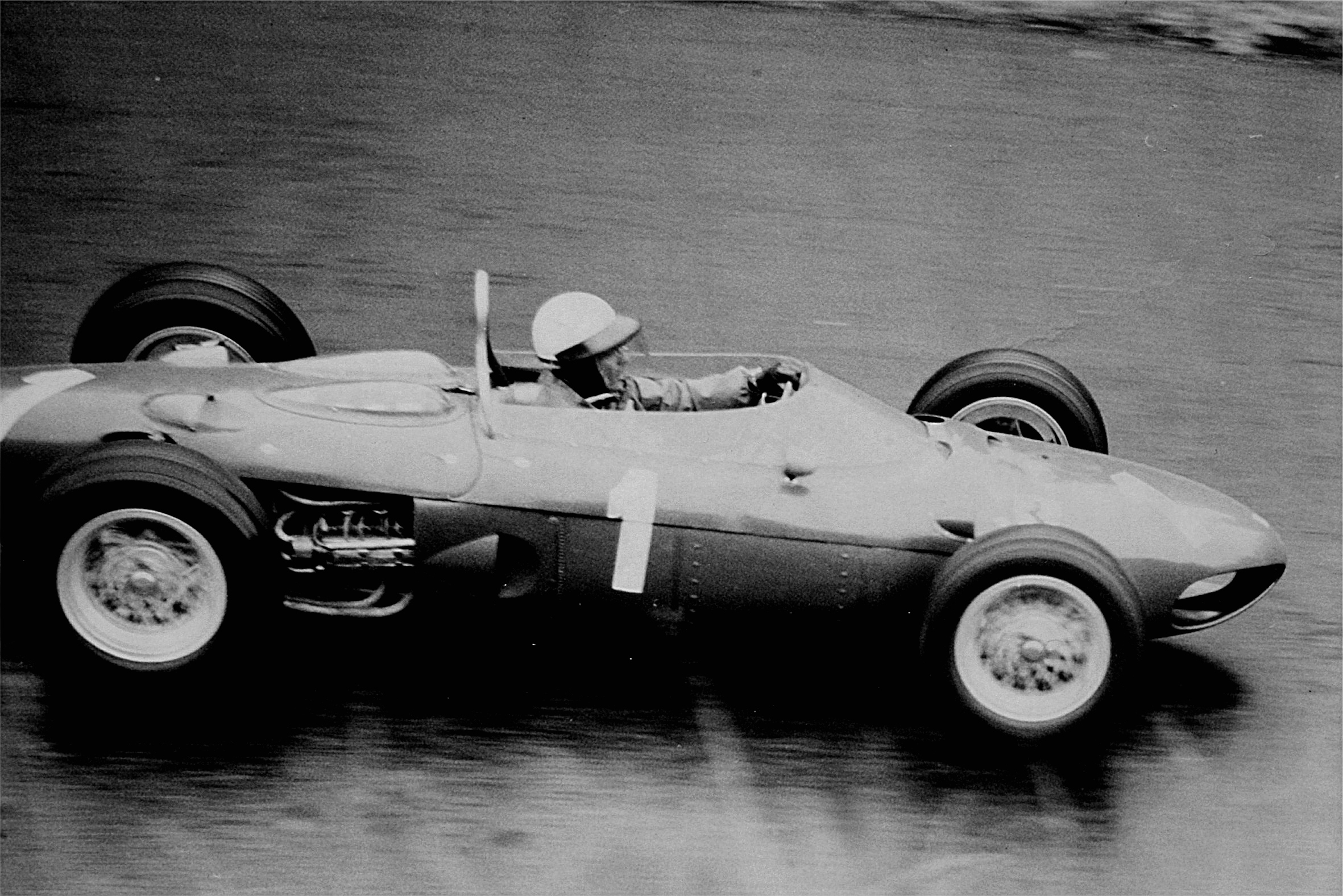
Phil Hill 1962 im Ferrari 156

Nach seiner aktiven Karriere arbeitete Hill als Kommentator für die ABC-Sendung Wide World of Sports. Außerdem schrieb er für das Road & Track Magazine.
Wenige Jahre vor seinem Tod war Phil Hill im US-amerikanischen Savannah am Bauprojekt für eine hochmoderne Rennstrecke beteiligt, die er zusammen mit dem australischen Streckenarchitekten Bob Barnard entworfen hatte. Der Rennkurs sollte aus zwei voneinander unabhängigen Kursen bestehen, die in 16 Varianten befahren werden konnten.
Hill starb Ende August 2008 an den Folgen der Parkinson-Krankheit im Krankenhaus von Monterey County, nur wenige Tage, nachdem er zum 40. Mal als Juror beim traditionellen Pebble Beach Concours d’Elegance aufgetreten war.

## Statistik

### Statistik in der Automobil-Weltmeisterschaft

#### Grand-Prix-Siege
| - 1960 Großer Preis von Italien (Monza) - 1961 Großer Preis von Belgien (Spa-Francorchamps) | - 1961 Großer Preis von Italien (Monza) |

#### Gesamtübersicht
| Saison | Team                       | Chassis            | Motor           | Rennen | Siege | Zweiter | Dritter | Poles | schn. Rennrunden | Punkte  | WM-Pos. |
| ------ | -------------------------- | ------------------ | --------------- | ------ | ----- | ------- | ------- | ----- | ---------------- | ------- | ------- |
| 1958   | Jo Bonnier                 | Maserati 250F      | Maserati 2.5 L6 | 1      | −     | −       | −       | −     | −                | 9       | 10.     |
| 1958   | Scuderia Ferrari           | Ferrari Dino 156F2 | Ferrari 1.5 V6  | 1      | −     | −       | −       | −     | −                | 9       | 10.     |
| 1958   | Scuderia Ferrari           | Ferrari Dino 246   | Ferrari 2.4 V6  | 2      | −     | −       | 2       | −     | 1                | 9       | 10.     |
| 1959   | Scuderia Ferrari           | Ferrari Dino 246   | Ferrari 2.4 V6  | 7      | −     | 2       | 2       | −     | 1                | 20      | 4.      |
| 1960   | Scuderia Ferrari           | Ferrari Dino 246   | Ferrari 2.4 V6  | 8      | 1     | −       | 1       | 1     | 2                | 16      | 5.      |
| 1960   | Yeoman Credit Racing Team  | Cooper T51         | Climax 2.5 L4   | 1      | −     | −       | −       | −     | −                | 16      | 5.      |
| 1961   | Scuderia Ferrari           | Ferrari 156        | Ferrari 1.5 V6  | 7      | 2     | 2       | 2       | 5     | 2                | 34 (38) | 1.      |
| 1962   | Scuderia Ferrari           | Ferrari 156        | Ferrari 1.5 V6  | 6      | −     | 2       | 1       | −     | −                | 14      | 6.      |
| 1963   | Automobili Turismo e Sport | A.T.S. 100         | ATS 1.5 V8      | 5      | −     | −       | −       | −     | −                | −       | NC      |
| 1963   | Ecurie Filipinetti         | Lotus 24           | BRM 1.5 V8      | 1      | −     | −       | −       | −     | −                | −       | NC      |
| 1964   | Cooper Car Company         | Cooper T73         | Climax 1.5 V8   | 8      | −     | −       | −       | −     | −                | 1       | 19.     |
| 1964   | Cooper Car Company         | Cooper T66         | Climax 1.5 V8   | 1      | −     | −       | −       | −     | −                | 1       | 19.     |
| Gesamt | Gesamt                     | Gesamt             | Gesamt          | 48     | 3     | 5       | 8       | 6     | 6                | 98      |         |

#### Einzelergebnisse
| Saison | 1   | 2   | 3   | 4   | 5   | 6   | 7   | 8   | 9 | 10 | 11 |
| ------ | --- | --- | --- | --- | --- | --- | --- | --- | - | -- | -- |
| 1958   |     |     |     |     |     |     |     |     |   |    |    |
|        |     |     |     |     | 7   |     | 9   | DNA | 3 | 3  |    |
| 1959   |     |     |     |     |     |     |     |     |   |    |    |
| 4      |     | 6   | 2   |     | 3   | DNF | 2   | DNF |   |    |    |
| 1960   |     |     |     |     |     |     |     |     |   |    |    |
| 8      | 3   |     | DNF | 4   | 12  | 7   | DNF | 1   | 6 |    |    |
| 1961   |     |     |     |     |     |     |     |     |   |    |    |
| 3      | 2   | 1   | 9   | 2   | 3   | 1   | DNA |     |   |    |    |
| 1962   |     |     |     |     |     |     |     |     |   |    |    |
| 3      | 2   | 3   | DNA | DNF | DNF | 11  | DNS |     |   |    |    |
| 1963   |     |     |     |     |     |     |     |     |   |    |    |
|        | DNF | DNF | NC  |     |     | 11  | DNF | DNF |   |    |    |
| 1964   |     |     |     |     |     |     |     |     |   |    |    |
| 9      | 8   | DNF | 7   | 6   | DNF | DNF |     | DNF | 9 |    |    |
| 1966   |     |     |     |     |     |     |     |     |   |    |    |
|        |     |     |     |     |     | DNQ |     |     |   |    |    |

| Legende  | Legende            | Legende                                                          |
| Farbe    | Abkürzung          | Bedeutung                                                        |
| -------- | ------------------ | ---------------------------------------------------------------- |
| Gold     | –                  | Sieg                                                             |
| Silber   | –                  | 2. Platz                                                         |
| Bronze   | –                  | 3. Platz                                                         |
| Grün     | –                  | Platzierung in den Punkten                                       |
| Blau     | –                  | Klassifiziert außerhalb der Punkteränge                          |
| Violett  | DNF                | Rennen nicht beendet (did not finish)                            |
| Violett  | NC                 | nicht klassifiziert (not classified)                             |
| Rot      | DNQ                | nicht qualifiziert (did not qualify)                             |
| Rot      | DNPQ               | in Vorqualifikation gescheitert (did not pre-qualify)            |
| Schwarz  | DSQ                | disqualifiziert (disqualified)                                   |
| Weiß     | DNS                | nicht am Start (did not start)                                   |
| Weiß     | WD                 | zurückgezogen (withdrawn)                                        |
| Hellblau | PO                 | nur am Training teilgenommen (practiced only)                    |
| Hellblau | TD                 | Freitags-Testfahrer (test driver)                                |
| ohne     | DNP                | nicht am Training teilgenommen (did not practice)                |
| ohne     | INJ                | verletzt oder krank (injured)                                    |
| ohne     | EX                 | ausgeschlossen (excluded)                                        |
| ohne     | DNA                | nicht erschienen (did not arrive)                                |
| ohne     | C                  | Rennen abgesagt (cancelled)                                      |
| ohne     | keine WM-Teilnahme |                                                                  |
| sonstige | P/fett             | Pole-Position                                                    |
| sonstige | 1/2/3/4/5/6/7/8    | Punktplatzierung im Sprint-/Qualifikationsrennen                 |
| sonstige | SR/kursiv          | Schnellste Rennrunde                                             |
| sonstige | *                  | nicht im Ziel, aufgrund der zurückgelegten Distanz aber gewertet |
| sonstige | ()                 | Streichresultate                                                 |
| sonstige | unterstrichen      | Führender in der Gesamtwertung                                   |

### Le-Mans-Ergebnisse
| Jahr | Team                      | Fahrzeug                     | Teamkollege                    | Platzierung | Ausfallgrund     |
| ---- | ------------------------- | ---------------------------- | ------------------------------ | ----------- | ---------------- |
| 1953 | Rees T. Makins            | Osca MT4 1300                | Fred Wacker                    | Ausfall     | Kraftübertragung |
| 1955 | Scuderia Ferrari          | Ferrari 121LM                | Umberto Maglioli               | Ausfall     | Kupplungsschaden |
| 1956 | Scuderia Ferrari          | Ferrari 625LM Spider Touring | André Simon                    | Ausfall     | Kraftübertragung |
| 1957 | Scuderia Ferrari          | Ferrari 335MM                | Peter Collins                  | Ausfall     | Motorschaden     |
| 1958 | Scuderia Ferrari          | Ferrari 250TR58              | Olivier Gendebien              | Gesamtsieg  |                  |
| 1959 | Scuderia Ferrari          | Ferrari 250TR59              | Olivier Gendebien              | Ausfall     | Motor überhitzt  |
| 1960 | Scuderia Ferrari SPA      | Ferrari 250TR59/60           | Wolfgang Graf Berghe von Trips | Ausfall     | kein Benzin      |
| 1961 | Scuderia Ferrari SPA      | Ferrari 250TRI61             | Olivier Gendebien              | Gesamtsieg  |                  |
| 1962 | SPA Ferrari Sefac         | Ferrari 330TRI LM Spyder     | Olivier Gendebien              | Gesamtsieg  |                  |
| 1963 | Aston Martin Lagonda Ltd. | Aston Martin DP215           | Lucien Bianchi                 | Ausfall     | Getriebeschaden  |
| 1964 | Ford Motor Company        | Ford GT40                    | Bruce McLaren                  | Ausfall     | Getriebeschaden  |
| 1965 | Shelby American Inc.      | Ford GT40                    | Chris Amon                     | Ausfall     | Getriebeschaden  |
| 1966 | Chaparral Cars Ltd.       | Chaparral 2D                 | Joakim Bonnier                 | Ausfall     | Lichtmaschine    |
| 1967 | Chaparral Cars Ltd.       | Chaparral 2F                 | Mike Spence                    | Ausfall     | Kraftübertragung |

### Sebring-Ergebnisse
| Jahr | Team                       | Fahrzeug                   | Teamkollege        | Teamkollege | Teamkollege | Platzierung | Ausfallgrund    |
| ---- | -------------------------- | -------------------------- | ------------------ | ----------- | ----------- | ----------- | --------------- |
| 1953 | William Spear              | Ferrari 225S               | Bill Spear         |             |             | Ausfall     | Differential    |
| 1954 | William Spear              | Ferrari 375MM              | Bill Spear         |             |             | Ausfall     | Schaden am Heck |
| 1955 | Allen Guiberson            | Ferrari 750 Monza Spyder   | Carroll Shelby     |             |             | Rang 2      |                 |
| 1956 | George Tilp                | Ferrari 857S               | Masten Gregory     |             |             | Ausfall     | Lagerschaden    |
| 1957 | Ferrari Factory            | Ferrari 290MM              | Wolfgang von Trips |             |             | Ausfall     | Batterie        |
| 1958 | Scuderia Ferrari           | Ferrari 250TR/58           | Peter Collins      |             |             | Gesamtsieg  |                 |
| 1959 | Scuderia Ferrari           | Ferrari 250TR59            | Olivier Gendebien  | Dan Gurney  | Chuck Daigh | Gesamtsieg  |                 |
| 1961 | Sefac Automobile Ferrari   | Ferrari 250TRI             | Olivier Gendebien  |             |             | Gesamtsieg  |                 |
| 1962 | North American Racing Team | Ferrari 250TRI/61          | Olivier Gendebien  |             |             | Rang 2      |                 |
| 1963 | Shelby American Inc.       | Shelby Cobra               | Dan Gurney         |             |             | Rang 28     |                 |
| 1964 | Ford of France             | Shelby Cobra Roadster      | Jo Schlesser       |             |             | Rang 6      |                 |
| 1965 | Shelby American Inc.       | Shelby Cobra Daytona Coupe | Jim Adams          | Lew Spencer |             | Rang 21     |                 |
| 1966 | Chaparral Cars Inc.        | Chaparral 2D               | Joakim Bonnier     |             |             | Ausfall     | Ölleck          |

### Einzelergebnisse in der Sportwagen-Weltmeisterschaft
| Saison | Team                                                          | Rennwagen                                       | 1   | 2   | 3   | 4   | 5   | 6   | 7   | 8   | 9   | 10  | 11  | 12  | 13  | 14  | 15  | 16  | 17  | 18  | 19  | 20  | 21  | 22  |
| ------ | ------------------------------------------------------------- | ----------------------------------------------- | --- | --- | --- | --- | --- | --- | --- | --- | --- | --- | --- | --- | --- | --- | --- | --- | --- | --- | --- | --- | --- | --- |
| 1953   | Bill Spear Rees Matkins Allen Guiberson                       | Ferrari 225S Osca MT4 Ferrari 340 Mexico        | SEB | MIM | LEM | SPA | NÜR | RTT | CAP |     |     |     |     |     |     |     |     |     |     |     |     |     |     |     |
| 1953   | Bill Spear Rees Matkins Allen Guiberson                       | Ferrari 225S Osca MT4 Ferrari 340 Mexico        | DNF |     | DNF |     |     |     | DNF |     |     |     |     |     |     |     |     |     |     |     |     |     |     |     |
| 1954   | Allen Guiberson Bill Spear                                    | Ferrari 340 Mexico Ferrari 375MM                | BUA | SEB | MIM | LEM | RTT | CAP |     |     |     |     |     |     |     |     |     |     |     |     |     |     |     |     |
| 1954   | Allen Guiberson Bill Spear                                    | Ferrari 340 Mexico Ferrari 375MM                | DNF | DNF |     |     |     | 2   |     |     |     |     |     |     |     |     |     |     |     |     |     |     |     |     |
| 1955   | Allen Guiberson Scuderia Ferrari                              | Ferrari 750 Monza Ferrari 121LM                 | BUA | SEB | MIM | LEM | RTT | TAR |     |     |     |     |     |     |     |     |     |     |     |     |     |     |     |     |
| 1955   | Allen Guiberson Scuderia Ferrari                              | Ferrari 750 Monza Ferrari 121LM                 |     | 2   |     | DNF |     |     |     |     |     |     |     |     |     |     |     |     |     |     |     |     |     |     |
| 1956   | Scuderia Ferrari George Tilp                                  | Ferrari 857S Ferrari 290MM                      | BUA | SEB | MIM | NÜR | KRI |     |     |     |     |     |     |     |     |     |     |     |     |     |     |     |     |     |
| 1956   | Scuderia Ferrari George Tilp                                  | Ferrari 857S Ferrari 290MM                      | 2   | DNF |     | 3   | 1   |     |     |     |     |     |     |     |     |     |     |     |     |     |     |     |     |     |
| 1957   | Scuderia Ferrari                                              | Ferrari 290MM Ferrari 335S                      | BUA | SEB | MIM | NÜR | LEM | KRI | CAR |     |     |     |     |     |     |     |     |     |     |     |     |     |     |     |
| 1957   | Scuderia Ferrari                                              | Ferrari 290MM Ferrari 335S                      |     | DNF |     |     | DNF | 2   | 1   |     |     |     |     |     |     |     |     |     |     |     |     |     |     |     |
| 1958   | Scuderia Ferrari                                              | Ferrari 250TR                                   | BUA | SEB | TAR | NÜR | LEM | RTT |     |     |     |     |     |     |     |     |     |     |     |     |     |     |     |     |
| 1958   | Scuderia Ferrari                                              | Ferrari 250TR                                   | 1   | 1   | 4   | 4   | 1   |     |     |     |     |     |     |     |     |     |     |     |     |     |     |     |     |     |
| 1959   | Scuderia Ferrari                                              | Ferrari 250TR                                   | SEB | TAR | NÜR | LEM | RTT |     |     |     |     |     |     |     |     |     |     |     |     |     |     |     |     |     |
| 1959   | Scuderia Ferrari                                              | Ferrari 250TR                                   | 1   | DNF | 2   | DNF | 3   |     |     |     |     |     |     |     |     |     |     |     |     |     |     |     |     |     |
| 1960   | Scuderia Ferrari                                              | Ferrari 250TR Ferrari Dino 246S                 | BUA | SEB | TAR | NÜR | LEM |     |     |     |     |     |     |     |     |     |     |     |     |     |     |     |     |     |
| 1960   | Scuderia Ferrari                                              | Ferrari 250TR Ferrari Dino 246S                 | 1   |     | 2   | 3   | DNF |     |     |     |     |     |     |     |     |     |     |     |     |     |     |     |     |     |
| 1961   | Scuderia Ferrari                                              | Ferrari 250TRI Ferrari Dino 246SP               | SEB | TAR | NÜR | LEM | PES |     |     |     |     |     |     |     |     |     |     |     |     |     |     |     |     |     |
| 1961   | Scuderia Ferrari                                              | Ferrari 250TRI Ferrari Dino 246SP               | 1   | DNF | DNF | 1   |     |     |     |     |     |     |     |     |     |     |     |     |     |     |     |     |     |     |
| 1962   | North American Racing Team Scuderia Ferrari                   | Ferrari Dino 246SP                              | DAY | SEB | SEB | MAI | TAR | BER | NÜR | LEM | TAV | CCA | RTT | NÜR | BRI | BRI | PAR |     |     |     |     |     |     |     |
| 1962   | North American Racing Team Scuderia Ferrari                   | Ferrari Dino 246SP                              | 2   |     | 2   |     |     |     | 1   | 1   |     |     |     |     |     |     |     |     |     |     |     |     |     |     |
| 1963   | Carroll Shelby International Porsche Team Aston Martin        | Shelby Cobra Porsche 718 GTR Aston Martin DP215 | DAY | SEB | SEB | TAR | SPA | MAI | NÜR | CON | ROS | LEM | MON | WIS | TAV | FRE | CCE | RTT | OVI | NÜR | MON | MON | TDF | BRI |
| 1963   | Carroll Shelby International Porsche Team Aston Martin        | Shelby Cobra Porsche 718 GTR Aston Martin DP215 |     |     | 28  |     |     |     | DNF |     |     | DNF |     |     |     |     |     |     |     |     |     |     |     |     |
| 1964   | North American Racing Team Ford France Ford Advanced Vehicles | Ferrari 250 GTO Shelby Cobra Ford GT40          | DAY | SEB | TAR | MON | SPA | CON | NÜR | ROS | LEM | REI | FRE | CCE | RTT | SIM | NÜR | MON | TDF | BRI | BRI | PAR |     |     |
| 1964   | North American Racing Team Ford France Ford Advanced Vehicles | Ferrari 250 GTO Shelby Cobra Ford GT40          | 1   | 6   | DNF |     | 22  |     | DNF |     | DNF | DNF |     |     | 11  |     |     |     |     |     |     |     |     |     |
| 1965   | Carroll Shelby International                                  | Shelby Daytona Ford GT40                        | DAY | SEB | BOL | MON | MON | RTT | TAR | SPA | NÜR | MUG | ROS | LEM | REI | BOZ | FRE | CCE | OVI | NÜR | BRI | BRI |     |     |
| 1965   | Carroll Shelby International                                  | Shelby Daytona Ford GT40                        |     | 21  |     |     |     |     |     |     | 8   |     |     | DNF |     |     |     |     |     |     |     |     |     |     |
| 1966   | Chaparral Cars                                                | Chaparral 2D                                    | DAY | SEB | MON | TAR | SPA | NÜR | LEM | MUG | CCE | HOK | SIM | NÜR | ZEL |     |     |     |     |     |     |     |     |     |
| 1966   | Chaparral Cars                                                | Chaparral 2D                                    | DNF | DNF |     |     |     | 1   | DNF |     |     |     |     |     |     |     |     |     |     |     |     |     |     |     |
| 1967   | Chaparral Cars                                                | Chaparral 2F                                    | DAY | SEB | MON | SPA | TAR | NÜR | LEM | HOK | MUG | BRH | CCE | ZEL | OVI | NÜR |     |     |     |     |     |     |     |     |
| 1967   | Chaparral Cars                                                | Chaparral 2F                                    | DNF |     | DNF | DNF | DNF | DNF | DNF |     |     | 1   |     |     |     |     |     |     |     |     |     |     |     |     |